# El Graell (Alpens)
El Graell, o Griell segons la denominació local, és una gran casa pairal d'Alpens (Lluçanès) que forma part de l'Inventari del Patrimoni Arquitectònic de Catalunya.

## Descripció
Situada en un desnivell, consta principalment d'un cos allargat cobert amb teulada a dues vessants amb desaigua a la façana principal. La seva orientació vers migdia.
S'observen dues fases constructives: a la part de ponent, en una llinda hi ha la data de 1640. L'altra part és del segle XVIII; té la data 1783, i és l'estància dels amos. En destaquen quatre arcs de mig punt, vuit arcs més petits al segon pis.
A l'angle esquerra de la façana de ponent hi ha una torre de quatre pisos amb obertures quadrades treballades.
La cabana, de grans dimensions, està situada a vint metres del mas, a dalt la carena on s'originen les rieres de Lluçanès i la Gavarresa. És una edificació de planta rectangular amb teulada a dues vessants i orientació a migdia. Les cantoneres són amb pedra treballada i destaca una galeria de nou arcs al primer pis, el central molt més ample que la resta. A la part superior hi han també nou finestres circulars d'obertura progressivament més ample, essent la central la més gran. Les arcades són també de pedra treballada i les voltes i finestres amb pedra superposada.
La capella de Sant Joan del Mas Graell està davant de la casa; és de nau rectangular i amb un teulat a doble vessan amb sagristia adossada al mur lateral esquerre. Les úniques obertures de la construcció són; una finestra prima al mur lateral dret, una finestreta al mur de la sagristia i una porta d'entrada amb dues llindes amb dues inscripcions.
El molí és un edifici de planta rectangular fruit de diverses construccions, com demostren les diverses menes de mur, una de les quals, amb carreus ben tallats i una datació inscrita. A la part davantera d'aquesta construcció dels anys setanta del Segle XVIII, hi ha una altra construcció feta amb carreus irregulars i morter. El teulat, avui desaparegut, era de doble vessant. Les portes i les finestres encara conserven les llindes de fusta. A la part posterior de l'edifici s'hi conserva l'embassament.

## Història
Aquesta gran pairalia és citada en l'antiga documentació parroquial del segle xvi. Abans apareix com a gran propietat amb molí (actualment enrunat) a la riera del Lluçanès. Els seus hereus consten entre els prohoms del terme d'Alpens, antigament de la baronia del Ripollès.

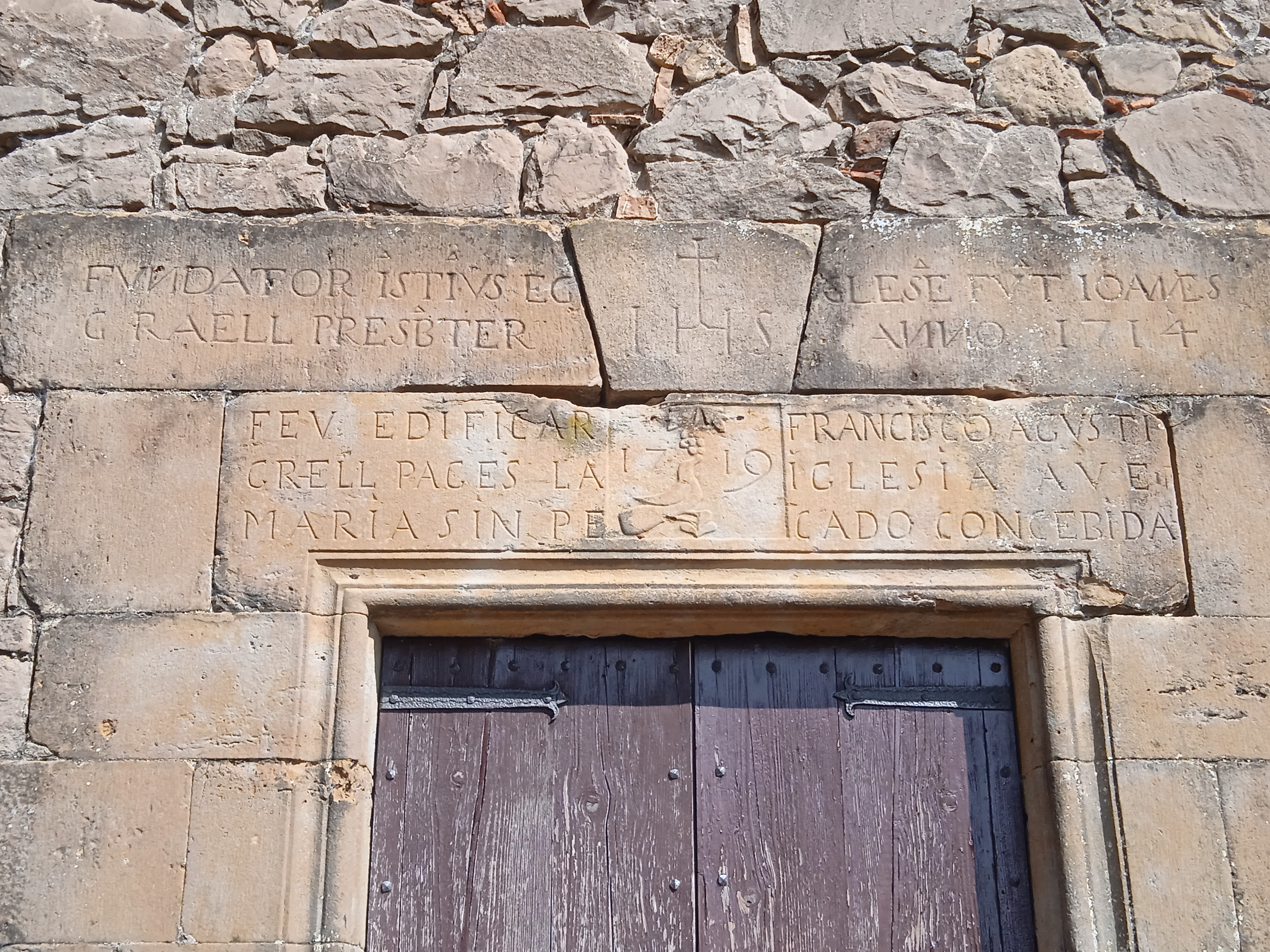
Llinda trilingüe de la capella de Sant Joan

Davant de la casa i tocant a l'era hi ha una ermita de planta rectangular, realitzada entre 1714 i el 1719 per un presbiter i un pagès, tots dos hereus del Griell.
La seva genealogia es conserva fins avui amb l'actual propietari.
La cabana fou dissenyada i construïda pel pare de l'actual propietari seguint una tradició familiar. El constructor va tractar molt bé alguns aspectes, com ara la situació i la funcionalitat (grans obertures, exposició al sol, etc). Cal destacar l'estètica i la coloració del material usat, el qual dona tons grisencs i marrons.
A les llindes la porta de la capella hi consten les següents inscripcions:"FUNDATOR ISTIUS EGLESIE FVIT IOANES GRAELL PRESBITER ANNO 1714" i "FEU EDIFICAR FRANCISCO AGUSTI GRAELL PAGÈS LA IGLESIA AVE MARIA SIN PECADO CONCEBIDA 1719".En el molí s'hi conserva un carreu on es llegeix la data 177 - (?).